# Charles Spearin
Charles Spearin – kanadyjski muzyk. Założyciel zespołów Do Make Say Think i KC Accidental, jest także członkiem Broken Social Scene i Valley of the Giants. Jego znakiem rozpoznawczym są charakterystyczne sumiaste wąsy.
Jego najnowsza (wydana 14 lutego 2009) płyta, The Happiness Project, jest albumem koncepcyjnym. Pojawiają się w niej członkowie Do Make Say Think: Julie Penner, Kevin Drew i Ohad Bentrichit oraz członkowie Broken Social Scene: Leon Klingstone i Evan Cranley. Wpływ na koncepcję The Happiness Project miało dzieciństwo i młodość spędzona ze ślepym ojcem, a także jego studia nad buddyzmem. Przytoczył książkę Stumbling on Happiness jako środek, który znacznie oddziaływał na niego w późniejszym etapie powstawania płyty.
Mieszka wraz z żoną i dwójką małych dzieci w okolicach Toronto, które były inspiracją do jego albumu The Happiness Project.